# Euphorbia glandularis
Euphorbia glandularis là một loài thực vật có hoa trong họ Đại kích. Loài này được L.C.Leach & G.Will. mô tả khoa học đầu tiên năm 1990.